# Ministerium für Energie, Infrastruktur und Digitalisierung des Landes Mecklenburg-Vorpommern

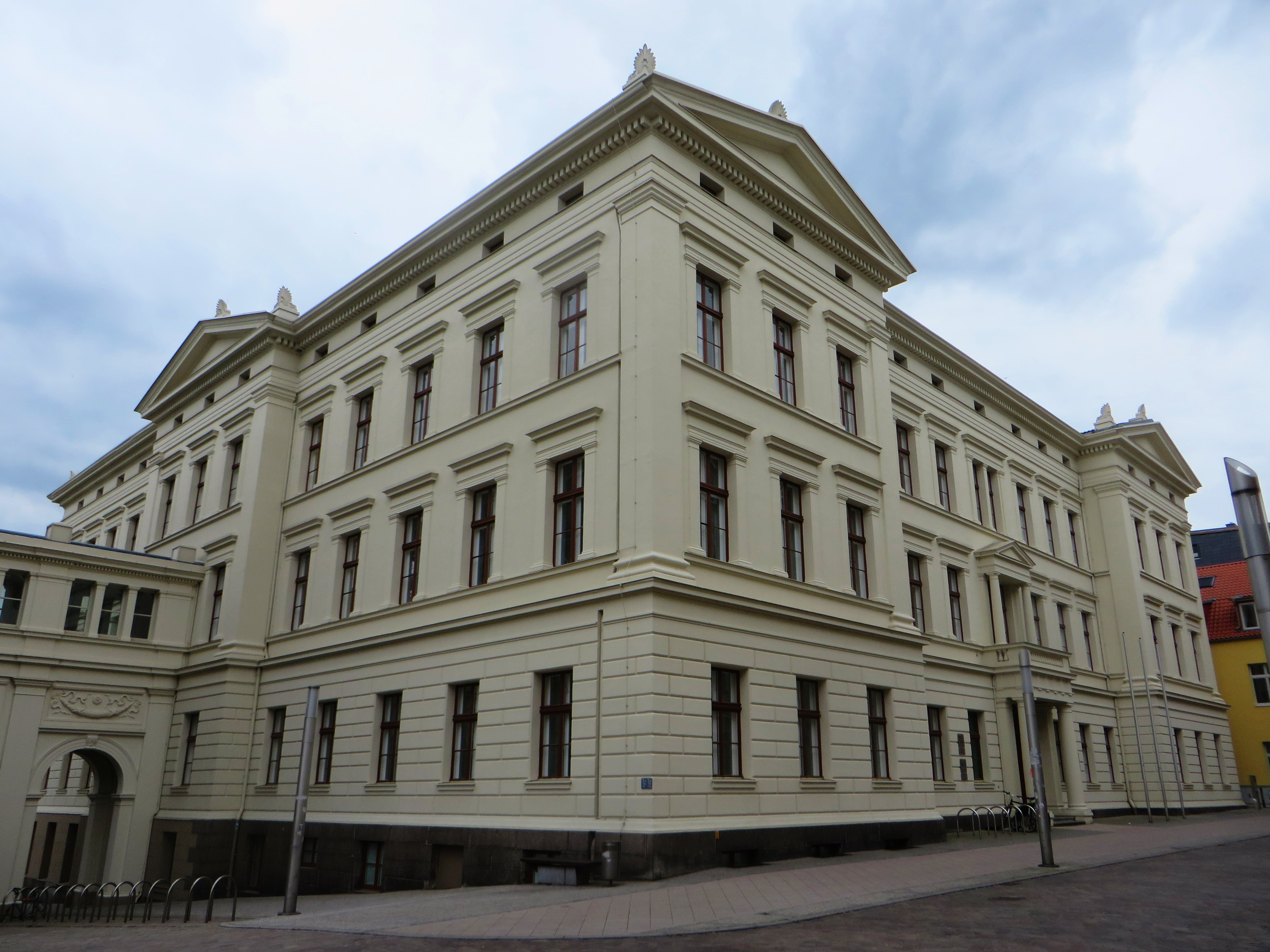
Kollegiengebäude II, Sitz des Ministeriums

Das Ministerium für Energie, Infrastruktur und Digitalisierung des Landes Mecklenburg-Vorpommern (Kurzform: EM MV) mit Sitz in Schwerin war von 1990 bis 2021 ein Ministerium der Landesverwaltung. Letzter Amtsinhaber war Christian Pegel (SPD).

## Geschichte
Nach der Gründung des Landes Mecklenburg-Vorpommern 1945 bestanden zunächst keine klassischen Ministerien, sondern dem Präsidenten oder Vizepräsidenten unterstellte Abteilungen. Dabei existierte auch eine eigene Abteilung für Verkehr, aus der bei der Bildung der Ministerien jedoch kein eigenes Ministerium entstand.
Als Vorgänger dieses Ministeriums kann das 1994 gegründete Ministerium für Bau, Landesentwicklung und Umwelt angesehen werden. Dieses wurde 1998 zum Ministerium für Arbeit und Bau und 2002 zum Ministerium für Arbeit, Bau und Landesentwicklung umgeformt. Daraus entstand 2006 das Ministerium für Verkehr, Bau und Landesentwicklung. 2011 gab das Ministerium den Bereich „Bau“ an das Wirtschaftsministerium ab und erhielt neu den Bereich „Energie“. Von 2011 bis 2021 trug es den Namen Ministerium für Energie, Infrastruktur und Digitalisierung.
Das Ministerium befand sich seit 1990 im Kollegiengebäude II direkt neben der Staatskanzlei Schwerin unter der Anschrift Schloßstraße (Schwerin) 6–8. 
Mit dem Amtsantritt des Kabinetts Schwesig II im November 2021 wurde das Ministerium aufgelöst. Die Aufgabenbereiche gingen an das Ministerium für Wirtschaft, Infrastruktur, Tourismus und Arbeit und das Ministerium für Inneres, Bau und Digitalisierung über.

## Aufgaben
Der Aufgabenbereich des Ministeriums umfasste neben der Schaffung und Erhaltung der Verkehrs- und Hafeninfrastruktur die Entwicklung der Energieversorgung. Es war daneben zuständig für die Regelung des Güterverkehrs, der Luftfahrt und des Bergwesens sowie für die Landes- und Regionalentwicklung.

## Organisation
Das Ministerium war zuletzt in fünf Abteilungen gegliedert:
- Abteilung 1: Allgemeine Abteilung
- Abteilung 2: Verkehr
- Abteilung 3: Energie und Landesentwicklung
- Abteilung 4: Bau
- Abteilung 5: Digitalisierung in Wirtschaft und Verwaltung, Breitbandausbau

Die Abteilungen wiederum waren in Referate – als kleinste organisatorische Einheit – gegliedert.

## Behörden und Einrichtungen
- Bergamt Stralsund
- Landesamt für Straßenbau und Verkehr
- Autobahnamt Güstrow
- 3 Straßenbauämter (Neustrelitz, Schwerin, Stralsund)
- 4 Ämter für Raumordnung und Landesplanung (Mecklenburgische Seenplatte, Region Rostock, Vorpommern, Westmecklenburg)

Des Weiteren war im Rahmen der Auftragsverwaltung das Ministerium oberste Luftfahrtbehörde des Landes Mecklenburg-Vorpommern.